# Goffredo di Hohenlohe
Goffredo di Hohenlohe (in tedesco Gottfried von Hohenlohe) (1265 circa – Mergentheim, 19 ottobre 1310) è stato il quattordicesimo Gran Maestro dell'Ordine Teutonico, in carica dal 1297 fino al 1303.

## Biografia
Hohenlohe nacque da Kraft von Hohenlohe e Willeborg von Wertheim e crebbe nella ricca famiglia degli Hohenlohe di Burg Hohlach, presso Uffenheim. Egli era inoltre imparentato con il precedente Gran Maestro Heinrich von Hohenlohe.
Hohenlohe aderì all'Ordine Teutonico nel 1279 e divenne Komtur in Franconia nel 1290. Nel 1294 egli venne avanzato al grado di Deutschmeister, posizione di rilievo che garantiva il titolo di Maestro per la Germania. Come grande amico del Gran Maestro Konrad von Feuchtwangen, venne scelto come suo successore a Venezia nel 1297.
Hohenlohe viene ricordato come un Gran Maestro che ebbe un atteggiamento sempre disinteressato nelle regioni dell'ordine in Prussia e Livonia. Il capitolo, riunitosi a Memel, richiese le dimissioni di Hohenlohe, che vennero siglate a Elbing il 18 ottobre 1303.
Hohenlohe lasciò la Prussia e si stabilì in Germania dove ricevette il Cavalierato Balì di Franconia. Egli tentò di riprendere il potere come Gran Maestro, ma le sue pretese vennero rifiutate dai suoi confratelli, che avevano già scelto Sigfrido di Feuchtwangen come Gran Maestro successore. Hohenlohe risiedette ad Ulma sino a quando non passò a Mergentheim nel 1307 dove morì tre anni dopo. Venne sepolto a Marburg.